# Sialis fuliginosa
Espèce
Sialis fuliginosa est une espèce d'insectes de l'ordre des mégaloptères et de la famille des Sialidae.